# Iván Calderón (boxe anglaise)
Pour les articles homonymes, voir Iván Calderón et Calderón.
Iván Calderón est un boxeur portoricain né le 7 janvier 1975 à Guaynabo.

## Biographie

### Carrière
Il devient champion du monde des poids pailles WBO le 3 mai 2003 en battant à Las Vegas Eduardo Ray Marquez par arrêt de l'arbitre à la 9e reprise. Après 11 défenses victorieuses, il laisse son titre vacant pour affronter Hugo Fidel Cázares, le champion WBO des mi-mouches. Il l'emporte aux points le 25 août 2007 et confirme cette victoire lors du combat revanche le 30 août 2008.
Le 13 juin 2009, Calderón fait match nul contre le philippin Rodel Mayol, le combat étant arrêté prématurément au 4e round après un choc de têtes accidentel,. Il remporte également le combat revanche aux points le 12 septembre après seulement 7 rounds en raison d'un nouveau choc de têtes mais perd finalement son titre WBO le 28 août 2010 par KO au 8e round face à Giovani Segura ainsi que le combat revanche au 3e round le 2 avril 2011.